# 임희재 (1472년)
임희재(任熙載, 1472년 ~ 1504년)는 조선시대 중기의 문신이자 성리학자, 서예가이다. 본관은 풍천(豊川), 자는 경여(敬輿), 호는 물암(勿菴)이다.
아버지 임사홍은 훈구파 계열이었으나 그는 김종직의 문하생이었다. 과거 급제 후 승문원정자를 지냈으며 갑자사화 때 김일손, 이목의 무리로 지목되어 유배되었으며, 연산군의 폭정을 비난하는 시를 병풍으로 만들었다가 살해되었다.

## 생애
1472년(성종 3)에 태어났으며 할아버지는 의정부좌찬성을 지낸 임원준이고, 아버지는 임사홍이고 어머니는 효령대군의 손녀이자 보성군의 딸인 전주 이씨이다. 임사홍의 넷째 아들로 그의 형 임광재, 동생 임숭재는 각각 예종과 성종의 딸과 결혼하여 왕실의 인척이 되었다. 임희재 본인도 영응대군 이염과 대방부부인 송씨의 외손녀 구순복(具順福)과 혼인했는데 송씨가 그를 남달리 총애하여 많은 노비와 땅을 주었다.
그의 외사촌 형 주계군 이심원 역시 김종직의 문하생이었고, 비슷한 연배의 진외당숙인 남곤 역시 김종직의 문인이었다.
성리학자 김종직을 찾아가 그의 문하에서 수학하였으며 1486년(성종 17) 진사시(進士試)에 합격했다. 그 뒤 1498년(연산군 4년) 식년문과에 을과로 급제하였고 승문원 정자 등을 지냈다. 그 뒤 사가독서(賜暇讀書)에 선발되었다.
1498년 김종직이 지은 《조의제문》(弔義帝文)과 관련하여 김일손, 이목의 무리로 지목되었다. 그 뒤 임희재의 집안 병풍에 그가 직접 쓴 시에 왕을 비방하는 내용이 있다는 죄로 종성(鍾城)으로 유배되었으나 곧 풀려났다. 그러나 1504년(연산군 10년)에 갑자사화 때 왕을 비방했다는 이유로 참수되었다. 처인 구순복은 올케인 연산군의 딸 휘신공주 뜻으로 방면되었다.

### 사후
임희재는 성품이 곧고 권력을 멀리한 것으로 알려져 있다. 중종 반정 이후 아버지 임사홍이 사형당했으나 그는 갑자사화, 무오사화 때 화를 입었다 하여 연좌되지는 않았다.

### 가족관계
- 아버지:임사홍
- 어머니: 전주 이씨- 효령대군의 손녀
- 장인:구수영(具壽永, 1456~1523)
- 장모:길안현주 억천(吉安縣主 億千, 1457~1519)-영응대군의 딸
  - 부인:구순복
    - 딸:신홍조에 출가

## 관련 작품

### 드라마
- 《설중매》 (MBC, 1984년~1985년 배우:신국)

## 같이 보기
| - 갑자사화 - 무오사화 - 임사홍 - 임광재 - 임숭재 - 보성군 - 임원준 | - 남곤 - 주계군 - 효령대군 |